# Phong thấp
Bệnh phong thấp, hay tê thấp, là chứng bệnh làm đau nhức, sưng đỏ các khớp xương, bắp thịt và một số cơ quan khác trong cơ thể.

## Nguyên nhân
Theo Đông y, phong thấp hay tý chứng là do cơ thể yếu đuối bị "Phong", "Hàn", "Thấp", "Nhiệt" thừa cơ xâm nhập kinh lộ, cơ nhục, khớp xương, làm tổn thương huyết mạch và tâm, đưa đến sưng đỏ, đau nhức, nặng nề, tê bại trong cơ thể, các khớp xương, chân tay vv... bệnh nhân cảm thấy hàn nhiệt, biểu chứng.
Tùy theo sự cảm nhiễm bệnh, chia ra làm bốn loại khác nhau:
1. Hành tê (hành tý)
2. Thống tê (thống tý)
3. Trứ tê (trứ tý)
4. Nhiệt tê (nhiệt tý)

Trong Tây y, phong thấp (tiếng Anh: rheumatism) thường có nghĩa là sưng đau khớp xương (tiếng Anh: athritis) và các bộ phần của hệ vận động do chứng tự miễn dịch, và nhiều nguyên nhân khác chưa được phát hiện.

## Dịch tễ học
Bệnh phong thấp đứng đầu trong các bệnh tàn phế tại Hoa Kỳ, với 17 triệu người không đi làm được vì đau khớp xương, gân, hay bắp thịt.

## Điều trị

### Tây y
- Vật lý trị liệu
  1. Thoa bóp
  2. Châm cứu
  3. Dùng điện giao thoa
- Thuốc chống viêm[3]:
  1. NSAIDs
  2. Cox-2 inhibitors
  3. Steroids
- Thuốc ứng chế miễn dịch:
  1. Methotrexate
- Thay đổi lối sống:
  1. Thức ăn
  2. Hoạt động

### Thuốc dân gian
Các liều thuốc theo BS Hoàng Xuân Đại:
1. Sinh địa 20 g, hà thủ ô 20 g, cỏ xước 12 g, cốt toái bổ 12 g, vòi voi 10 g, cốt khí 10 g, phòng đẳng sâm 20 g, huyết đằng 12 g, hy thiêm 12 g, bồ công anh 12 g, thiên niên kiện 10 g, dây đau xương 10 g
2. Thương truật ngâm nước gạo sao 28 g, nam uy linh tiên sao vàng 24 g, trần bì sao vàng 12 g, ô dược 24 g, nam mộc thông 24 g, nam sâm sao vàng 20 g, đại táo hay long nhãn 20 g, xuyên quy 12 g, hậu phác 12 g, nam mộc hương 12 g, huyết giác 8 g, chi tử sao đen 8 g, hạt mã đề 8 g, cam thảo 8 g. Mỗi ngày dùng 1 thang sắc uống chia làm 2 lần/ngày.[cần dẫn nguồn]